# Aleksandar Saša Novačić
Aleksandar Saša Novačić (1939) srpski je novinar, kolumnista i pisac.

## Biografija
Aleksandar Novačić rođen je u Zagrebu 14. februara 1939. godine. Srpski i jugoslovenski novinar — sa 15-godišnjim iskustvom stalnog dopisnika iz Pekinga i oko 10 godina dopisničkog rada iz Moskve.
Pisac je 17 knjiga iz oblasti međunarodne politike, istorije i kulture.
Diplomirao je političke nauke na Beogradskom univerzitetu. Niz godina radio je u jugoslovenskoj novinskoj agenciji TANJUG.
Posle odlaska iz Tanjuga izveštavao je iz Kine za agencije Fonet i Beta, listove Borba, Naša Borba, Nova Makedonija i Večernje novosti. Jedno vreme (1980 – 1981) radio je u NIN-u kao zamenik glavnog urednika.
Tokom novinarske karijere izveštavao je o ključnim međunarodnim događajima, od prve konferencije Organizacije za evropsku bezbednost i saradnju, preko rata u Avganistanu tokom 80-ih, do promena u Sovjetskom Savezu i velikog zaokreta u Kini posle smrti Mao Cetunga.
Ranih 70-ih postavljen je za šefa TANJUG-ovog dopisništva u Moskvi i zatim za dopisnika iz Pekinga. Tokom 80-ih i 90-ih u više navrata živeo je u ovim gradovima kao stalni dopisnik.
U Kinu je prvi put kao dopisnik došao 1976, u godini smrti Mao Cetunga, hapšenja “Četvoročlane bande” i kraja Kulturne revolucije. Od tada iz prve ruke izveštava o procvatu “Kineskog proleća”. Bio je među prvim stranim dopisnicima koji su posetili do tada zatvorene provincije poput Tibeta i Sinkjanga, kao i zone prvih ekonomskih reformi u Šangaju i Guandžou.
Pored agencijskog novinarstva, Novačić je izveštavao za televiziju i radio i gostovao u emisijama kao spoljnopolitički komentator.
Autor je niza romansiranih biografija ruskih klasika – Čehova, Jerofejeva, Bulgakova, Gogolja i Platonova, te pozorišne drame “Tri ljubavi Antoše Čehontea”.

## Bibliografija
Publicistika:
- “Nesvrstani od Beograda do Kolomba”, 1975.g.
- “Veliki zaokret”, 1979.g.
- “Sovjetski izazov”, 1988.g.
- “Sovjetski Savez” (prevedena na pet jezika), 1988.g.
- “Drama Gorbačov”, 1990.g.
- “Teng Sjaoping: Crveni mandarin”, 1996.g.
- “Zmajevi dolaze”, 1999.g.
- “Kineski mozaik”, Beograd, 2000.g.
- “Kina – Zmaj na Olimpu”, 2008.
- “Rađanje velike Kine”, 2012.
- "Si Djinping: kineski san", 2018.
- "Sinovi zemlje" (u rukopisu)

Beletristika:
- “Dosije Čehov”, 2003, 2004.
- “Venedikt Jerofejev i hor pijanih anđela”, 2011, 2012.g.
- “Bulgakov: Pisma Staljinu”, 2014, 2015.g.
- “Ko je ubio Gogolja” (u rukopisu),
- “Tverski bulevar 25 bis” (u rukopisu).

## Spoljašnje veze
- Vreme 1099 - Biografije – Aleksandar Novacic, Venedikt Jerofejev i hor pijanih andjela (Dobar naslov, Beograd 2011): Pijani andjeli, narocito(језик: енглески)
- TANJUG - novinska agencija(језик: енглески)